# Margattea
Margattea är ett släkte av kackerlackor. Margattea ingår i familjen småkackerlackor.

## Dottertaxa tillMargattea, i alfabetisk ordning[1]
- Margattea albovittata
- Margattea anceps
- Margattea argentea
- Margattea baluensis
- Margattea beauvoisii
- Margattea bipunctata
- Margattea bisignata
- Margattea brevialata
- Margattea buitenzorgensis
- Margattea carinata
- Margattea centralis
- Margattea ceylanica
- Margattea contingens
- Margattea crucifera
- Margattea diacantha
- Margattea dimorpha
- Margattea elongata
- Margattea frontefasciata
- Margattea gemmata
- Margattea gulliveri
- Margattea hemiptera
- Margattea humeralis
- Margattea importata
- Margattea lateralis
- Margattea limbata
- Margattea longealata
- Margattea luteomaculata
- Margattea maculata
- Margattea microptera
- Margattea molesta
- Margattea nana
- Margattea nebulosa
- Margattea nimbata
- Margattea obtusifrons
- Margattea ogatai
- Margattea overbecki
- Margattea paraceylanica
- Margattea perspicillaris
- Margattea phryne
- Margattea punctulata
- Margattea rectangularis
- Margattea remota
- Margattea satsumana
- Margattea sinclairi
- Margattea spinifera
- Margattea variegata
- Margattea vermiculata